# Рака (река)
Рака — река в России, протекает по Рязанскому району Рязанской области. Правый приток Оки.

## География
Река Рака берёт начало северо-восточнее села Малинищи. Течёт на восток по открытой местности. Устье реки находится у села Вышгород в 658 км по правому берегу реки Оки. Длина реки составляет 42 км, площадь водосборного бассейна — 229 км².
У Раки несколько притоков: Галина, Лужка, Обеденка, Любавка (правые) и Чертолом, Крицкая (левые).

## Данные водного реестра
По данным государственного водного реестра России относится к Окскому бассейновому округу, водохозяйственный участок реки — Ока от города Рязань до водомерного поста у села Копоново, без реки Проня, речной подбассейн реки — бассейны притоков Оки до впадения Мокши. Речной бассейн реки — Ока.
Код объекта в государственном водном реестре — 09010102212110000025027.

## Топографические карты
- Лист карты N-37-56 Рязань. Масштаб: 1 : 100 000. Издание 1981 г.
- Лист карты N-37-57 Спасск-рязанский. Масштаб: 1 : 100 000. Состояние местности на 1980 год. Издание 1980 г.